# Labuhan Keude
Labuhan Keude is een bestuurslaag in het regentschap Oost-Atjeh van de provincie Atjeh, Indonesië. Labuhan Keude telt 2822 inwoners (volkstelling 2010).